# Пейпс, Лейда Аугустовна
Лейда Аугустовна Пейпс (эст. Leida Peips: 1 февраля 1937) — эстонский хозяйственный, государственный и политический деятель, Герой Социалистического Труда (1975), депутат Верховного Совета СССР.

## Биография
Родилась в 1937 году в Эстонии. Член КПСС.
С 1954 года — на хозяйственной, общественной и политической работе. В 1954—1990 гг. — доярка, мастер машинного доения коров опорно-показательного совхоза «Вильянди» Вильяндиского района Эстонской ССР (ныне — деревня Пяри региона Вильяндимаа).
В 1974 году, работая дояркой, достигла показателей в 5200 центнеров молока в среднем от 100 коров (при том, что средним показателем по Эстонской ССР было 4000, а по РСФСР — 3000). Указом Президиума Верховного Совета СССР от 10 февраля 1975 года ей присвоено звание Героя Социалистического Труда с вручением ордена Ленина и золотой медали «Серп и Молот». За значительное увеличение валового производства высококачественной продукции животноводства на основе применения прогрессивной технологии присвоена Государственная премия СССР за выдающиеся достижения в труде 1975 года. Участвовала в социалистическом соревновании с доярками среднеазиатских республик и Болгарии.
Избиралась депутатом Верховного Совета СССР 10-го и 11-го созывов (1979—1989), делегатом XIX съезда Компартии Эстонии (1986).

## В культуре
Стала прототипом главной героини в восьмой главе произведения Сергея Довлатова «Компромисс» (в тексте названа «Линда Пейпс»).

## Награды
- Герой Социалистического Труда (10.02.1975)
- Орден Ленина (10.02.1975)
- Медаль «Серп и Молот» (10.02.1975)
- Государственная премия СССР (1975)
- Орден Трудового Красного Знамени (1973)
- Заслуженный работник сельского хозяйства Эстонской ССР (1977)

## Личная жизнь
У Лейды Пейпс два сына и пять внуков. Все они работают в городе. Она стала вдовой в 50 лет. На пенсию вышла в 55 лет. Проживает в деревне Пяри волости Вильянди (до административной реформы местных самоуправлений Эстонии 2017 года — волости Пярсти). Ведёт жизнь простого сельского жителя. Занимается садовым и парниковым хозяйством. Корову не держит. Последнюю отдала другим селянам в 2007 году.